# Science fantasy
Science fantasy is een genre dat elementen bevat van zowel sciencefiction als fantasy. Het wordt daarom gezien als subgenre van deze twee genres.
De term science fantasy werd voor het eerst gebruikt toen veel verhalen uit dit genre werden gepubliceerd in pulptijdschriften zoals Robert A. Heinlein's Magic, Inc. en L. Ron Hubbard's Slaves of Sleep.

## Science fantasy versus sciencefiction
Rod Serling omschreef het verschil tussen de twee genres als "sciencefiction maakt het onwaarschijnlijke mogelijk, terwijl science fantasy het onmogelijke mogelijk maakt."
Een veel gebruikte definitie is dat sciencefiction gaat over zaken die in het heden onwaarschijnlijk zijn, maar mogelijk ergens in de toekomst plaats kunnen vinden in de echte wereld, terwijl science fantasy zaken omvat waarvan zeker is dat ze helemaal nooit plaats kunnen vinden in de echte wereld. Een andere omschrijving is dat sciencefiction geen bovennatuurlijke elementen bevat, en science fantasy wel. Deze laatste definitie brengt echter het probleem met zich mee dat er genoeg sciencefictionwerken zijn waarin wel bovennatuurlijke zaken voorkomen zoals telepathie.
Voor veel mensen die de term gebruikten is "science fantasy" is een sciencefictionverhaal dat ver genoeg is afgedreven van de realiteit, of een fantasyverhaal met sciencefictionelementen. De grens tussen sciencefiction en fantasy is soms lastig te trekken daar beide gebruik kunnen maken van andere werelden en intelligente niet-menselijke wezens. De grens tussen de twee genres wordt meestal bepaald door de aard van de zaken die erin voorkomen. Termen als hyperspace, tijdmachines en wetenschap worden gezien als sciencefiction, terwijl vliegende tapijten, magische voorwerpen en tovenaars worden ingedeeld bij fantasy. De genres kunnen elkaar ook overlappen. Zo kennen beide genres het verschijnsel van teleportatie, met als verschil dat dit bij sciencefiction vaak plaatsvindt door middel van een machine en bij fantasy door middel van magie. Wat telt is vaak niet het element zelf, maar de manier waarop die element wordt neergezet.